# The L.A. Complex
The L.A. Complex – kanadyjski serial młodzieżowy stworzony przez Martina Gero. Jego premiera w Kanadzie odbyła się 10 stycznia 2012 na kanale MuchMusic. 3 grudnia 2012 roku ogłoszono, że serial nie zostanie przedłużony o 3. sezon.

## Fabuła
Pełny nowych relacji, lubieżnych pokus oraz ciężkich decyzji, The L.A. Complex opowiada o grupie przyjaciół, którzy zmagają się z najtrudniejszymi momentami w ich życiu oraz nierealnością branży show-biznesu.

## Obsada
| Postać           | Aktor/ka                | Pierwszoplanowo | Drugoplanowo lub gościnnie |
| ---------------- | ----------------------- | --------------- | -------------------------- |
| Abby Vargas      | Cassie Steele           | 1–2             | –                          |
| Alicia Lowe      | Chelan Simmons          | 1               | 2                          |
| Beth Pirelli     | Dayle McLeod            | 2               | –                          |
| Connor Lake      | Jonathan Patrick Moore  | 1–2             | –                          |
| Kaldrick King    | Andra Fuller            | 1–2             | –                          |
| Nick Wagner      | Joe Dinicol             | 1–2             | –                          |
| Raquel Westbrook | Jewel Staite            | 1–2             | –                          |
| Sabrina Reynolds | Georgina Reilly         | 2               | 1                          |
| Simon Pirelli    | Michael Levinson        | 2               | –                          |
| Tariq Muhammad   | Benjamin Charles Watson | 1               | 2                          |

## Odcinki
| Seria | Seria | Odcinki | Oryginalna emisja | Oryginalna emisja | Oryginalna emisja | Oryginalna emisja |
| Seria | Seria | Odcinki | Premiera serii    | Finał serii       | Premiera serii    | Finał serii       |
| ----- | ----- | ------- | ----------------- | ----------------- | ----------------- | ----------------- |
|       | 1     | 6       | 10 stycznia 2012  | 14 lutego 2012    | 21 kwietnia 2013  | 26 maja 2013      |
|       | 2     | 13      | 17 lipca 2012     | 24 września 2012  | 2 czerwca 2013    | 25 sierpnia 2013  |

### Seria 1: 2012
| Serial # | Sezon # | Tytuł                        | Premiera         | Premiera         | Widzowie w USA (w mln) |
| -------- | ------- | ---------------------------- | ---------------- | ---------------- | ---------------------- |
| 1        | 1       | „Down in L.A.”               | 10 stycznia 2012 | 21 kwietnia 2013 | 0.63                   |
| 2        | 2       | „Do Something”               | 17 stycznia 2012 | 28 kwietnia 2013 | 0.58                   |
| 3        | 3       | „Who You Know”               | 24 stycznia 2012 | 5 maja 2013      | 0.54                   |
| 4        | 4       | „The Other Side of the Door” | 31 stycznia 2012 | 12 maja 2013     | 0.53                   |
| 5        | 5       | „Home”                       | 7 lutego 2012    | 19 maja 2013     | 0.45                   |
| 6        | 6       | „Burn It Down”               | 14 lutego 2012   | 26 maja 2013     | 0.62                   |

### Seria 2: 2012
| Serial # | Sezon # | Tytuł                 | Premiera         | Premiera         | Widzowie w USA (w mln) |
| -------- | ------- | --------------------- | ---------------- | ---------------- | ---------------------- |
| 7        | 1       | „Vacancy”             | 17 lipca 2012    | 2 czerwca 2013   | 0.66                   |
| 8        | 2       | „The Contract”        | 24 lipca 2012    | 9 czerwca 2013   | 0.39                   |
| 9        | 3       | „Choose Your Battles” | 31 lipca 2012    | 16 czerwca 2013  | 0.44                   |
| 10       | 4       | „Be a Man”            | 7 sierpnia 2012  | 23 czerwca 2013  | 0.44                   |
| 11       | 5       | „Taking the Day”      | 14 sierpnia 2012 | 30 czerwca 2013  | 0.52                   |
| 12       | 6       | „Rules of Thirds”     | 21 sierpnia 2012 | 7 lipca 2013     | 0.58                   |
| 13       | 7       | „Half Way”            | 27 sierpnia 2012 | 14 lipca 2013    | 0.65                   |
| 14       | 8       | „Stay”                | 3 września 2012  | 21 lipca 2013    | 0.70                   |
| 15       | 9       | „Help Wanted”         | 10 września 2012 | 28 lipca 2013    | 0.63                   |
| 16       | 10      | „Make It Right”       | 17 września 2012 | 4 sierpnia 2013  | 0.74                   |
| 17       | 11      | „Now or Never”        | 17 września 2012 | 11 sierpnia 2013 | 0.52                   |
| 18       | 12      | „Xs and Os”           | 24 września 2012 | 18 sierpnia 2013 | 0.57                   |
| 19       | 13      | „Don’t Say Goodbye”   | 24 września 2012 | 25 sierpnia 2013 | 0.39                   |